# ميخائيل بارتليت
ميخائيل بارتليت (بالإنجليزية: Michael Bartlett)‏ هو لاعب اتحاد الرغبي نيوزلندي، ولد في 25 ديسمبر 1978 في كرايستشرش في نيوزيلندا.